# Makran Sulci
I Makran Sulci sono una struttura geologica della superficie di Encelado.